# Verónica Segura
Verónica Segura (née à Mexico) est une actrice mexicaine.

## Biographie
Verónica Segura a étudié le théâtre au Texas (diplômée de la Texas State University) puis à New York, à l'Atlantic Theater Company, où elle étudie les techniques théâtrales de David Mamet, avant de partir s'installer en Australie avec son conjoint. 
Elle joue dans des productions locales avant d'être appelée pour le rôle de Cordé dans Star Wars, épisode II : L'Attaque des clones de George Lucas (2002). Cordé est une suivante de Padmé Amidala qui se fait passer pour elle afin de déjouer les attentats. Verónica Segura fut choisie pour sa ressemblance avec Natalie Portman (Padmé Amidala). Son personnage meurt lors des premières minutes du film.
L'actrice rentre au Mexique en 2001. Elle est entre autres chroniqueuse pour la version mexicaine de Playboy de 2006 à 2008.
Elle réside actuellement à Buenos Aires (Argentine).

## Filmographie
- Abandonos (1993)
- Tribe (1999) (TV)
- Star Wars, épisode II : L'Attaque des clones (2002)
- Dulce Lola (2002)
- Subterano (2003)
- Dame tu cuerpo (2003)
- El misterio del Trinidad (2003)
- Chacun sa voix (2003)
- Club Dread (2004)
- 7 mujeres, 1 homosexual y Carlos (2004)
- Los Sánchez (2004) (TV)
- Bandido (2004)
- Casi nunca pasa nada (2005)
- Deja qué la vida te despeine (2006) (TV)
- Ángel, las alas del amor (2006) (TV)
- La historia de la vaca y el farsante (2007)
- Mosquita muerta (2007)
- Recien cazado (2009)
- Soy Luna (2016) (TV)